# سیارک ۷۴۶۵
سیارک ۷۴۶۵ (به انگلیسی: 7465 Munkanber، نامگذاری:1989UA3) هفت هزار و چهارصد و شصت و پنجمین سیارک کشف شده‌است که در ۳۱ اکتبر ۱۹۸۹ کشف شد.
قدر مطلق سیارک برابر ۱۵٫۵۰ است.